# کشته‌شدن ابوالفضل آدینه‌زاده
سید ابوالفضل آدینه‌زاده (۲۷ خرداد ۱۳۸۴ – ۱۶ مهر ۱۴۰۱) یک معترض ۱۷ ساله ایرانی بود که در ۱۶ مهر ۱۴۰۱ در مشهد و در جریان خیزش ۱۴۰۱ ایران ابتدا با ضربهٔ شوکر به گردن آسیب دیده و سپس با شلیک بیش از ۷۰ تیر تفنگ ساچمه‌ای کشته شد.

## زندگی
ابوالفضل آدینه‌زاده دانش آموز ۱۷ ساله‌ای بود که در مشهد زندگی می‌کرد. او از سن ۱۴ سالگی برای کمک به امرار معاش خانواده‌اش در کنار درس کار تعمیرات موبایل انجام می‌داد. مادرش، گلدسته حسینی می‌گوید قبل از به دنیا آمدنش برایش قرآن می‌خوانده‌است و سپس با وضو به او شیر می‌داده‌است. خانواده‌اش علاقه‌مند بودند تا او را به خارج از کشور بفرستند اما او قبول نمی‌کرده‌است و می‌خواسته که در وطنش که آن را دوست دارد زندگی کند و درآن رفاه داشته باشد. تصاویر به جا مانده از ابوالفضل او را نوجوانی همیشه خندان و خوشحال و شاد نشان می‌دهند و او به‌عنوان کسی که لبخند بر لبان دیگران می‌آورد شناخته می‌شده‌است. او پس از مدرسه تا ساعت ۲۲:۰۰ در مغازه تعمیرات موبایل کار می‌کرده‌است. کشته‌شدن مهسا امینی، تعرض و سرکوب زنان معترض در خیابان و فساد افسارگسیخته کشور باعث خشم او و حضورش در خیزش بوده‌است.

## کشته‌شدن
در جریان خیزش ۱۴۰۱، در روز شنبه ۱۶ مهر ابوالفضل آدینه‌زاده به جای رفتن به مدرسه در تظاهرات سراسری در شهر مشهد شرکت کرد. در ساعت ۱۱ ظهر، مأموران جمهوری اسلامی با ضربهٔ شوکر به گردن او، وی را مجروح کرده و با شلیک بیش از ۷۰ تیر ساچمه‌ای در مقابل درب شمالی دانشگاه فردوسی مشهد به ابوالفضل آدینه‌زاده تیراندازی کردند. پیکر مجروح و «پاره‌پاره» او به بیمارستان منتقل شد که ۲۷ تیر از بدن اون توسط پزشکان، خارج شد و وی ساعتی بعد در بیمارستان جان باخت. خانواده او تهدید شده بودند که تنها در صورت پذیرفتن «بسیجی» بودنش پیکر ابوالفضل را به خانواده‌اش تحویل می‌دهند. در گواهی فوت او ذکر شده‌است که وی به دلیل جراحات شلیک تیر به کلیه و جگرش کشته شده‌است. بنا بر گفته دکتران بیمارستان، تیراندازی به او از فاصله کمتر از ۱ متر صورت گرفته‌است. پس از این حادثه مأموران جمهوری اسلامی، علی آدینه‌زاده پدر ابوالفضل را تحت فشار قرار دادند تا سکوت کند و کشته‌شدن پسرش را رسانه‌ای نکند.

## خاکسپاری
مراسم خاکسپاری ابوالفضل در روستای نجف‌آباد فاروج برگزار شد. در این مراسم مأموران امنیتی لباس شخصی حاضر بودن تا مانع شعار دادن مردم سوگوار شوند. بعضی از مردم سوگوار پس از مراسم خاکسپاری بررسی شدند و مجبور به پاک کردن ویدیوهای عزاداری از تلفن‌هایشان شدند.

## فشارها بر خانواده ابوالفضل
با افزایش فشار نیروهای امنیتی جمهوری اسلامی بر خانواده‌های دادخواه، در روز جمعه ۲۶ خرداد ۱۴۰۲ مرضیه، علی و رضا آدینه‌زاده خواهر، پدر و عموی ابوالفضل در کنار آرامگاه وی بازداشت شدند. در همان روز نیروهای امنیتی جمهوری اسلامی با یورش به روستای محل سکونت اقوام این خانواده در فاروج در خراسان شمالی، گلدسته حسینی، مادر ابوالفضل، و تمامی بستگان‌شان را بازداشت کردند. اعضای خانواده ابوالفضل با قید ۲٫۵ میلیارد تومان وثیقه آزاد شدند. در ۶ تیر ۱۴۰۲، جمهوری اسلامی پرونده قضایی برای خواهر و پدر ابوالفضل به اتهام تبلیغ علیه نظام تشکیل داد.  در ۳ مرداد ۱۴۰۳ علی آدینه زاده بازداشت و با قرار یک میلیارد و سیصد میلیون تومانی زندانی شد و ۱۶ شهریور همان سال با تامین قرار مبلغ ذکر شده آزاد شد. در ۱۰ تیرماه، جمهوری اسلامی برای خسرو علیکردی وکیل خانواده آدینه‌زاده نیز به اتهام «فعالیت تبلیغی علیه نظام به‌نفع گروه‌های معاند» پرونده تشکیل داد.